# Edith Farkas
Edith Elizabeth Farkas, madžarsko novozelandska meteorologinja in raziskovalka Antarktike,* 13. oktober 1921, Gyula, Madžarska, † 3. februar 1993, Wellington, Nova Zelandija.
Edith Farkas je bila novozelandska raziskovalka Antarktike, najbolj znana po tem, da je bila prva Madžarka in prva ženska zaposlena pri novozelandski meteorološki službi MetService, ki je stopila na Antarktiko. Več kot 30 let se je ukvarjala z vodilnimi svetovnimi raziskavami spremljanja ozona.

## Zgodnje življenje in izobrazba
Rodila se je 13. oktobra 1921 v Gyuli na Madžarskem. Osnovno in srednjo šolo je obiskovala v Monoštru, Gjuru in v Budimpešti. Leta 1939 je vstopila na univerzo in leta 1944 diplomirala iz poučevanja matematike in fizike na Katoliški univerzi Pázmány Péter v Budimpešti. Po drugi svetovni vojni je leta 1949 emigrirala na Novo Zelandijo kot begunka, kjer je leta 1952 magistrirala iz fizike na Victoria University Wellington.

## Kariera
Farkasova je bila meteorologinja in  raziskovalka ozona. Leta 1951 je začela delati kot meteorologinja v raziskovalnem oddelku novozelandske meteorološke službe, kjer je ostala približno 35 let.
Od 1950-tih do upokojitve leta 1986 je spremljala ozon in vodila svetovne raziskave na tem področju več kot tri desetletja. V 1960-tih se je njeno delo vse bolj osredotočilo na preučevanje atmosferskega ozona, vključno z merjenjem celotne količine ozona z uporabo Dobsonovega ozonskega spektrofotometra. Postala je članica majhne mednarodne skupine znanstvenikov, ki so se posvečali proučevanju ozonske atmosferske plasti. V tistem času so znanstveniki ozon večinoma uporabljali kot pokazatelj za proučevanje atmosferskega kroženja. Njeno delo je pomembno prispevalo k odkritju "luknje v ozonskem plašču", kar je močno vplivalo na svetovni odnos do onesnaževanja. Kasneje je svoje znanje uporabila še za spremljanje površinskega ozona kot del študij onesnaženosti zraka ter za merjenje motnosti ozračja.
Leta 1975 je Farkasova postala prva Madžarka in prva ženska iz novozelandske meteorološke službe MetService, ki je stopila na Antarktiko. Njeni dnevniki iz druge svetovne vojne so služili kot osnova za knjigo z naslovom The Farkas Files.

## Smrt in zapuščina
Leta 1986 je Edith Farkas ob svoji upokojitvi postala prva ženska, ki je prejela nagrado Henry Hill, ki jo podeljuje novozelandska meteorološka služba MetService. Leta 1988 je na Mednarodnem simpoziju o ozonu v Nemčiji prejela posebno priznanje za več kot 30 let raziskovanja ozonske plasti. Edith je Madžarskemu geografskemu muzeju podarila številne osebne stvari in predmete povezane z njeno kariero, vključno z vzorci kamnin z Antarktike, fotografijami, publikacijami in originalnim izvodom njenega romana o njenem bivanju na najjužnejši celini. Dolgo se je borila s kostnim rakom in 3. februarja 1993 umrla v Wellingtonu.
Leta 2017 je bila izbrana med "150 žensk v 150 besedah", pobudo Kraljeve družbe Te Apārangi, s katero so počastili pomembne prispevke žensk na področju znanja na Novi Zelandiji.